# Piercia discolorata
Piercia discolorata är en fjärilsart som beskrevs av W. Warren 1901. Piercia discolorata ingår i släktet Piercia och familjen mätare. Inga underarter finns listade i Catalogue of Life.